# Never Cage
Never Cage —en español: Jamás Enjaulado— es el cuarto álbum de estudio de la banda japonesa Lareine lanzado el 5 de septiembre de 2004.

## Lista de canciones
Todas las letras escritas por Kamijo.
| Never Cage (CD) |                                |          |  |
| N.º             | Título                         | Duración |  |
| 1.              | «Never Cage -prologue-»        | 0:46     |  |
| 2.              | «Aisareteita Hibi ~Ever Love~» | 4:14     |  |
| 3.              | «Tsuki no Karyuto»             | 4:52     |  |
| 4.              | «gipsy»                        | 3:13     |  |
| 5.              | «Knight & Priest»              | 4:24     |  |
| 6.              | «Solitude»                     | 5:41     |  |
| 7.              | «Ao no Soukutsu»               | 4:45     |  |
| 8.              | «Mikansei Kumikyoku»           | 5:58     |  |
| 9.              | «Dear White»                   | 3:42     |  |
| 10.             | «Trailer»                      | 4:35     |  |
| 11.             | «Legato»                       | 5:28     |  |
| 12.             | «Nemurenu Koi wa Shinju»       | 5:59     |  |
| 13.             | «Scarlet Majesty»              | 4:59     |  |
| 14.             | «Partir»                       | 4:04     |  |
| 15.             | «To be continued»              | 6:50     |  |
| 16.             | «Never Cage»                   | 9:43     |  |